# یواس‌اس اسپکتکل (ای‌ام-۳۰۵)
یواس‌اس اسپکتکل (ای‌ام-۳۰۵) (به انگلیسی: USS Spectacle (AM-305)) یک کشتی بود که طول آن ۱۸۴ فوت ۶ اینچ (۵۶٫۲۴ متر) بود. این کشتی در سال ۱۹۴۳ ساخته شد.